# Arthur Dürst

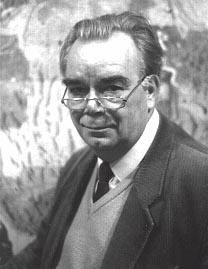
Arthur Dürst

Arthur Dürst (* 6. Oktober 1926 in Hauptwil; † 28. Dezember 2000 in Zürich) war ein Schweizer Geograph und international tätiger Kartographiehistoriker.

## Leben
Arthur Dürst wurde als einziges Kind des Johannes Dürst (1894–1954) und der Flora geb. Brunner (1896–1950) in Hauptwil (Kanton Thurgau) geboren. Seine Jugendzeit verbrachte er in Naus oberhalb von Sargans, wo seine Eltern das Knappenhaus des Bergwerkes Gonzen führten.
Die Primar- und die Sekundarschule besuchte Arthur Dürst in Sargans und von 1941 bis 1947 die Kantonsschule in Chur (Matura Typus C), was keine Selbstverständlichkeit für ein Kind aus einfachen Verhältnissen war. 
Seine Leistungen ermöglichten ihm ab 1947 das Studium in Geographie an der Universität Zürich, das er 1958 mit seiner Diplomarbeit Die technischen Grundlagen der Luftbildinterpretation abgeschlossen hat. Zu Dürsts Nebenfächern gehörten Astronomie, Physik, Geologie, Wirtschaftsgeographie und Mathematik. Später erweiterte er sein Studium auf die Spezialgebiete Meteorologie, Ethnologie und Kartografie. Zur Finanzierung seines Studiums war er von 1951 bis 1955 als Assistent im Geographischen Institut bei Hans Boesch und von 1956 bis 1960 am Kartografischen Institut der ETH Zürich bei Eduard Imhof tätig. 
Seine vielseitigen Interessen und sein Wirken an den Hochschulen ermöglichten Arthur Dürst im Jahre 1956 die Teilnahme als Wissenschaftler an der Everest-Expedition der Schweizerischen Stiftung für Alpine Forschung.  
1961 erhielt er eine Anstellung als Hauptlehrer für Geographie an der Abteilung I der Höheren Töchterschule (ab 1976: Kantonsschule) auf der Hohen Promenade in Zürich. Bis zu seiner Pensionierung am 15. Februar 1992 hielt er der Schule die Treue und konnte seine kartenhistorischen Forschungen und Arbeiten in seine Lehrtätigkeit einbauen. Von 1970 bis 1983 war Arthur Dürst Chef des Artillerie-Wetterdienstes der Schweizer Armee im Rang eines Majors im Armeestab. 1992 beziehungsweise 1994 beendete er seine nebenamtliche Vorlesungstätigkeit als Lehrbeauftragter an der Universität Zürich und der ETH Zürich, wo Dürst seit 1979 Vorlesungen zur Geschichte der Kartografie und des geographischen Weltbildes gehalten hatte.
Am 17. September 1962 heiratete er Josefa Rangger in Zürich; zusammen hatten sie zwei Söhne, Georg (* 1963) und Matthias (* 1968). Am 5. Januar 2001 wurde Arthur Dürst im engsten Familienkreise im Friedhof Enzenbühl in Zürich beigesetzt.

## Wissenschaftliches Werk
1977 gründete Arthur Dürst eine Arbeitsgruppe für Kartengeschichte innerhalb der Schweizerischen Gesellschaft für Kartografie und war 1990 Mitbegründer der Fachzeitschrift für Kartengeschichte Cartographica Helvetica.
Sein eigentliches Spezialgebiet war die Geschichte der Zürcher Kartografie. Er gab Faksimiles und Kommentare zu Karten von Hans Conrad Gyger, Johann Jakob Scheuchzer, Jos Murer, Johannes Müller und Johannes Wild heraus und widmete eine Studie den Zürcher Instrumentenmachern Philipp Eberhard (1563–1627) und Leonhard Zubler (1563–1611). 
Internationales Ansehen errang er als Herausgeber von Faksimiles von Portolankarten, der Cosmographia des Claudius Ptolemäus, des einzigen erhaltenen Sonneninstruments von Sebastian Münster sowie der Europakarte von Gerhard Mercator. Sein letztes grosses Werk war die Publikation des so genannten Atlas Suworow wenige Wochen vor seinem Tod im Jahr 2000. Insgesamt verfasste er gegen hundert einschlägige Schriften.
Er betreute ausserdem vier kartenhistorische Ausstellungen und deren Kataloge beziehungsweise Begleitschriften: In Innsbruck (1966) über Peter Anich, in Zürich und St. Gallen (1978) sowie 1994/95 in Zürich Die Ostschweiz im Bild der frühen Kartenmacher im Landesmuseum, im Auftrag des Landesmuseums, des Staatsarchivs Zürich und der Zentralbibliothek Zürich. Zu seinen weiteren Tätigkeiten gehörten Einladungen zu zahlreichen internationalen Vortragsreihen, Vorlesungen und Forschungsarbeiten im schweizerischen In- und Ausland.
Für sein Wirken erhielt Arthur Dürst die Ehrenmitgliedschaft der Ostschweizerischen Geographischen Gesellschaft (1978), der Geographischen Gesellschaft Zürich (1989), der er auch als Vorstandsmitglied angehörte, die Ernennung zum wissenschaftlichen Berater für den Bereich Kartographie und Vermessung am Historischen Lexikon der Schweiz (1994), der Schweizerischen Gesellschaft für Kartografie (1995) und der Zürcher Sektion des Schweizer Heimatschutzes (1997).
Seine Studienbibliothek zur Kartografie – Allgemein- und Asienbibliothek mit etwa 6000 Büchern – schenkte Dürst als Ergänzung der Kartensammlung von Walter Blumer seinem Heimatkanton Glarus.